# Campeonato Mundial de Balonmano Masculino de 2017
El XXV Campeonato Mundial de Balonmano Masculino se celebró en Francia entre el 11 y el 29 de enero de 2017 bajo la organización de la Federación Internacional de Balonmano (IHF) y la Federación Francesa de Balonmano.
Un total de veinticuatro selecciones nacionales de cinco confederaciones continentales compitieron por el título mundial, cuyo anterior portador era el equipo de Francia, vencedor del Mundial de 2015.
El equipo de Francia conquistó su sexto título mundial al derrotar en la final a la selección de Noruega con un marcador de 33 a 26.  En el partido por el tercer lugar el conjunto de Eslovenia venció al de Croacia.

## Clasificación
| Competición                      | Fecha                                        | Sede                      | Plazas | Equipos clasificados                                                                      |
| -------------------------------- | -------------------------------------------- | ------------------------- | ------ | ----------------------------------------------------------------------------------------- |
| País anfitrión                   | –                                            | –                         | 1      | Francia                                                                                   |
| Campeonato Mundial               | 15 de enero – 1 de febrero de 2015           | Catar                     | 1      | Catar                                                                                     |
| Campeonato Asiático              | 15 – 28 de enero de 2016                     | Baréin                    | 3      | Baréin Japón Arabia Saudita                                                               |
| Campeonato Africano              | 21 – 30 de enero de 2016                     | El Cairo · ( Egipto)      | 3      | Egipto Túnez Angola                                                                       |
| Campeonato Europeo               | 15 – 31 de enero de 2016                     | Polonia                   | 3      | Alemania España Croacia                                                                   |
| Proceso europeo de clasificación | 4 de noviembre de 2015 – 16 de junio de 2016 | –                         | 9      | Bielorrusia Dinamarca Eslovenia Hungría Islandia Macedonia del Norte Polonia Rusia Suecia |
| Campeonato Panamericano          | 11 – 19 de junio de 2016                     | Buenos Aires ( Argentina) | 3      | Brasil Chile Argentina                                                                    |
| Invitación                       | –                                            | –                         | 1      | Noruega                                                                                   |
| TOTAL                            |                                              |                           | 24     | 24                                                                                        |

## Sedes
| Foto                     | Grupo            | Ciudad                    | Instalación                           | Capacidad |
| ------------------------ | ---------------- | ------------------------- | ------------------------------------- | --------- |
|                          | A y fase final   | París                     | AccorHotels Arena                     | 15 700    |
|                          | B                | Rouen                     | Kindarena                             | 5600      |
|                          | C                | Nantes                    | Parque de Exposiciones – Pabellón XXL | 10 800    |
| Archivo:Metz 2010 41.jpg | D                | Metz                      | Arènes de Metz                        | 5000      |
|                          | Fase final       | Lille (Villeneuve-d'Ascq) | Estadio Pierre-Mauroy                 | 27 500    |
|                          | Fase final       | Albertville               | Pabellón Olímpico                     | 6500      |
|                          | Fase final       | Montpellier               | Arena de Montpellier                  | 9850      |
|                          | Copa Presidentes | Brest                     | Arena de Brest                        | 4000      |

## Árbitros
16 parejas de árbitros fueron seleccionados para el evento:
| Árbitros      | Árbitros                                |
| ------------- | --------------------------------------- |
| Alemania      | Lars Geipel Marcus Helbig               |
| Argentina     | Julián Grillo Sebastián Lenci           |
| Corea del Sur | Lee Se-ok Koo Bon-ok                    |
| Dinamarca     | Martin Gjeding Mads Hansen              |
| Eslovenia     | Bojan Lah David Sok                     |
| España        | Óscar Raluy López Ángel Sabroso Ramírez |
| Francia       | Charlotte Bonaventura Julie Bonaventura |
| Francia       | Laurent Reveret Stevann Pichon          |

| Árbitros            | Árbitros                                  |
| ------------------- | ----------------------------------------- |
| Irán                | Majid Kolahdouzan Alireza Mousaviannazhad |
| Letonia             | Renārs Līcis Zigmārs Sondors              |
| Lituania            | Mindaugas Gatelis Vaidas Mažeika          |
| Macedonia del Norte | Gjorgji Nachevski Slave Nikolov           |
| Montenegro          | Ivan Pavićević Miloš Ražnatović           |
| República Checa     | Václav Horáček Jiří Novotný               |
| Suiza               | Arthur Brunner Morad Salah                |
| Túnez               | Ismail Boualloucha Ramzi Khenissi         |

## Grupos
El sorteo de los grupos se llevó a cabo el 23 de junio de 2016 en París. Además de Francia y Catar, clasificados automáticamente como país organizador y vigente subcampeón, respectivamente, los otros veintidós equipos participantes, que consiguieron su plaza mediante las diferentes competiciones organizadas por las confederaciones correspondientes, se dividieron en seis bombos. Tras el sorteo, los cuatro grupos quedaron de la siguiente manera:
| Grupo A | Grupo B             | Grupo C        | Grupo D   |
| ------- | ------------------- | -------------- | --------- |
| Francia | España              | Alemania       | Catar     |
| Polonia | Eslovenia           | Croacia        | Dinamarca |
| Rusia   | Macedonia del Norte | Bielorrusia    | Suecia    |
| Brasil  | Islandia            | Hungría        | Egipto    |
| Japón   | Túnez               | Chile          | Baréin    |
| Noruega | Angola              | Arabia Saudita | Argentina |

## Fase preliminar
Los primeros cuatro de cada grupo disputan los octavos de final. Los equipos restantes juegan entre sí por los puestos 17 a 24. Todos los partidos en la hora local de Francia (UTC+1). 

### Grupo A
| Equipo  | J | G | E | P | GF  | GC  | DG  | PTS |
| ------- | - | - | - | - | --- | --- | --- | --- |
| Francia | 5 | 5 | 0 | 0 | 154 | 112 | +42 | 10  |
| Noruega | 5 | 4 | 0 | 1 | 155 | 124 | +31 | 8   |
| Rusia   | 5 | 3 | 0 | 2 | 139 | 136 | +3  | 6   |
| Brasil  | 5 | 2 | 0 | 3 | 121 | 146 | -25 | 4   |
| Polonia | 5 | 1 | 0 | 4 | 115 | 125 | -10 | 2   |
| Japón   | 5 | 0 | 0 | 5 | 120 | 161 | -41 | 0   |

- Resultados

| Fecha | Hora  | Partido¹ | Partido¹ | Partido¹ | Resultado |
| ----- | ----- | -------- | -------- | -------- | --------- |
| 11.01 | 20:45 | Francia  | -        | Brasil   | 31-16     |
| 12.01 | 17:45 | Rusia    | -        | Japón    | 39-29     |
| 12.01 | 20:45 | Polonia  | -        | Noruega  | 20-22     |
| 13.01 | 17:45 | Japón    | -        | Francia  | 19-31     |
| 14.01 | 14:45 | Brasil   | -        | Polonia  | 28-24     |
| 14.01 | 17:45 | Noruega  | -        | Rusia    | 28-24     |
| 15.01 | 17:45 | Francia  | -        | Noruega  | 31-28     |
| 15.01 | 20:45 | Brasil   | -        | Japón    | 27-24     |
| 16.01 | 20:45 | Polonia  | -        | Rusia    | 20-24     |
| 17.01 | 14:00 | Noruega  | -        | Brasil   | 39-26     |
| 17.01 | 17:45 | Polonia  | -        | Japón    | 26-25     |
| 17.01 | 20:45 | Rusia    | -        | Francia  | 24-35     |
| 19.01 | 14:00 | Rusia    | -        | Brasil   | 28-24     |
| 19.01 | 17:45 | Francia  | -        | Polonia  | 26-25     |
| 19.01 | 20:45 | Japón    | -        | Noruega  | 23-38     |

- (¹) – Todos en Nantes.

### Grupo B
| Equipo              | J | G | E | P | GF  | GC  | DG  | PTS |
| ------------------- | - | - | - | - | --- | --- | --- | --- |
| España              | 5 | 5 | 0 | 0 | 160 | 115 | +45 | 10  |
| Eslovenia           | 5 | 3 | 1 | 1 | 151 | 136 | +15 | 7   |
| Macedonia del Norte | 5 | 2 | 1 | 2 | 139 | 137 | +2  | 5   |
| Islandia            | 5 | 1 | 2 | 2 | 128 | 121 | +7  | 4   |
| Túnez               | 5 | 1 | 2 | 2 | 144 | 144 | 0   | 4   |
| Angola              | 5 | 0 | 0 | 5 | 122 | 191 | -69 | 0   |

- Resultados

| Fecha | Hora  | Partido¹            | Partido¹ | Partido¹            | Resultado |
| ----- | ----- | ------------------- | -------- | ------------------- | --------- |
| 12.01 | 14:00 | Eslovenia           | -        | Angola              | 42-25     |
| 12.01 | 17:45 | Macedonia del Norte | -        | Túnez               | 34-30     |
| 12.01 | 20:45 | España              | -        | Islandia            | 27-21     |
| 14.01 | 14:45 | Islandia            | -        | Eslovenia           | 25-26     |
| 14.01 | 17:45 | Túnez               | -        | España              | 21-26     |
| 14.01 | 20:45 | Angola              | -        | Macedonia del Norte | 22-31     |
| 15.01 | 14:45 | Islandia            | -        | Túnez               | 22-22     |
| 16.01 | 17:45 | Eslovenia           | -        | Macedonia del Norte | 29-22     |
| 16.01 | 20:45 | España              | -        | Angola              | 42-22     |
| 17.01 | 17:45 | Eslovenia           | -        | Túnez               | 28-28     |
| 17.01 | 20:45 | Angola              | -        | Islandia            | 19-33     |
| 18.01 | 20:45 | Macedonia del Norte | -        | España              | 25-29     |
| 19.01 | 14:00 | Túnez               | -        | Angola              | 43-34     |
| 19.01 | 17:45 | Macedonia del Norte | -        | Islandia            | 27-27     |
| 19.01 | 20:45 | España              | -        | Eslovenia           | 36-26     |

- (¹) – Todos en Metz.

### Grupo C
| Equipo         | J | G | E | P | GF  | GC  | DG  | PTS |
| -------------- | - | - | - | - | --- | --- | --- | --- |
| Alemania       | 5 | 5 | 0 | 0 | 159 | 107 | +52 | 10  |
| Croacia        | 5 | 4 | 0 | 1 | 148 | 126 | +22 | 8   |
| Bielorrusia    | 5 | 2 | 0 | 3 | 134 | 145 | -11 | 4   |
| Hungría        | 5 | 2 | 0 | 3 | 147 | 138 | +9  | 4   |
| Arabia Saudita | 5 | 1 | 0 | 4 | 123 | 157 | -34 | 2   |
| Chile          | 5 | 1 | 0 | 4 | 122 | 160 | -38 | 2   |

- Resultados

| Fecha | Hora  | Partido¹       | Partido¹ | Partido¹       | Resultado |
| ----- | ----- | -------------- | -------- | -------------- | --------- |
| 13.01 | 14:00 | Bielorrusia    | -        | Chile          | 28-32     |
| 13.01 | 17:45 | Alemania       | -        | Hungría        | 27-23     |
| 13.01 | 20:45 | Croacia        | -        | Arabia Saudita | 28-23     |
| 14.01 | 20:45 | Hungría        | -        | Croacia        | 28-31     |
| 15.01 | 17:45 | Chile          | -        | Alemania       | 14-35     |
| 15.01 | 20:45 | Arabia Saudita | -        | Bielorrusia    | 26-29     |
| 16.01 | 17:45 | Hungría        | -        | Chile          | 34-29     |
| 16.01 | 20:45 | Croacia        | -        | Bielorrusia    | 31-25     |
| 17.01 | 17:45 | Alemania       | -        | Arabia Saudita | 38-24     |
| 18.01 | 14:00 | Arabia Saudita | -        | Hungría        | 24-37     |
| 18.01 | 17:45 | Bielorrusia    | -        | Alemania       | 25-31     |
| 18.01 | 20:45 | Croacia        | -        | Chile          | 37-22     |
| 20.01 | 14:00 | Chile          | -        | Arabia Saudita | 25-26     |
| 20.01 | 17:45 | Alemania       | -        | Croacia        | 28-21     |
| 20.01 | 20:45 | Bielorrusia    | -        | Hungría        | 27-25     |

- (¹) – Todos en Rouen.

### Grupo D
| Equipo    | J | G | E | P | GF  | GC  | DG  | PTS |
| --------- | - | - | - | - | --- | --- | --- | --- |
| Dinamarca | 5 | 5 | 0 | 0 | 157 | 130 | +27 | 10  |
| Suecia    | 5 | 4 | 0 | 1 | 162 | 111 | +51 | 8   |
| Egipto    | 5 | 3 | 0 | 2 | 138 | 143 | -5  | 6   |
| Catar     | 5 | 2 | 0 | 3 | 102 | 93  | +9  | 4   |
| Argentina | 5 | 1 | 0 | 4 | 108 | 137 | -29 | 2   |
| Baréin    | 5 | 0 | 0 | 5 | 135 | 188 | -53 | 0   |

- Resultados

| Fecha | Hora  | Partido¹  | Partido¹ | Partido¹  | Resultado |
| ----- | ----- | --------- | -------- | --------- | --------- |
| 13.01 | 14:00 | Catar     | -        | Egipto    | 20-22     |
| 13.01 | 17:45 | Suecia    | -        | Baréin    | 33-16     |
| 13.01 | 20:45 | Dinamarca | -        | Argentina | 33-22     |
| 14.01 | 17:45 | Egipto    | -        | Dinamarca | 28-35     |
| 15.01 | 14:45 | Argentina | -        | Suecia    | 17-35     |
| 15.01 | 17:45 | Baréin    | -        | Catar     | 22-32     |
| 16.01 | 17:45 | Egipto    | -        | Baréin    | 31-29     |
| 16.01 | 20:45 | Dinamarca | -        | Suecia    | 27-25     |
| 17.01 | 17:45 | Catar     | -        | Argentina | 21-17     |
| 18.01 | 14:00 | Argentina | -        | Egipto    | 26-31     |
| 18.01 | 17:45 | Dinamarca | -        | Baréin    | 30-26     |
| 18.01 | 20:45 | Suecia    | -        | Catar     | 36-25     |
| 20.01 | 14:00 | Baréin    | -        | Argentina | 17-26     |
| 20.01 | 17:45 | Suecia    | -        | Egipto    | 33-26     |
| 20.01 | 20:45 | Catar     | -        | Dinamarca | 29-32     |

- (¹) – Todos en París.

## Fase final
- Todos los partidos en la hora local de Francia (UTC+1).

|  | Octavos de final    | Octavos de final |           |           | Cuartos de final | Cuartos de final |  |         | Semifinales      | Semifinales      |           |              | Final            | Final            |  |
|  | 21 y 22 de enero    | 21 y 22 de enero |           |           | 24 de enero      | 24 de enero      |  |         | 26 y 27 de enero | 26 y 27 de enero |           |              | 27 y 28 de enero | 27 y 28 de enero |  |
|  |                     |                  |           |           |                  |                  |  |         |                  |                  |           |              |                  |                  |  |
|  |                     |                  |           |           |                  |                  |  |         |                  |                  |           |              |                  |                  |  |
|  | Francia             | 31               |           |           |                  |                  |  |         |                  |                  |           |              |                  |                  |  |
|  | Francia             | 31               |           |           |                  |                  |  |         |                  |                  |           |              |                  |                  |  |
|  | Islandia            | 25               |           |           |                  |                  |  |         |                  |                  |           |              |                  |                  |  |
|  | Islandia            | 25               |           | Francia   | 33               |                  |  |         |                  |                  |           |              |                  |                  |  |
|  |                     |                  |           | Francia   | 33               |                  |  |         |                  |                  |           |              |                  |                  |  |
|  |                     |                  | Suecia    | 30        |                  |                  |  |         |                  |                  |           |              |                  |                  |  |
|  | Bielorrusia         | 22               | Suecia    | 30        |                  |                  |  |         |                  |                  |           |              |                  |                  |  |
|  | Bielorrusia         | 22               |           |           |                  |                  |  |         |                  |                  |           |              |                  |                  |  |
|  | Suecia              | 41               |           |           |                  |                  |  |         |                  |                  |           |              |                  |                  |  |
|  | Suecia              | 41               |           |           |                  |                  |  | Francia | 31               |                  |           |              |                  |                  |  |
|  |                     |                  |           |           |                  |                  |  | Francia | 31               |                  |           |              |                  |                  |  |
|  |                     |                  | Eslovenia | 25        |                  |                  |  |         |                  |                  |           |              |                  |                  |  |
|  | Rusia               | 26               | Eslovenia | 25        |                  |                  |  |         |                  |                  |           |              |                  |                  |  |
|  | Rusia               | 26               |           |           |                  |                  |  |         |                  |                  |           |              |                  |                  |  |
|  | Eslovenia           | 32               |           |           |                  |                  |  |         |                  |                  |           |              |                  |                  |  |
|  | Eslovenia           | 32               |           | Eslovenia | 32               |                  |  |         |                  |                  |           |              |                  |                  |  |
|  |                     |                  |           | Eslovenia | 32               |                  |  |         |                  |                  |           |              |                  |                  |  |
|  |                     |                  | Catar     | 30        |                  |                  |  |         |                  |                  |           |              |                  |                  |  |
|  | Alemania            | 20               | Catar     | 30        |                  |                  |  |         |                  |                  |           |              |                  |                  |  |
|  | Alemania            | 20               |           |           |                  |                  |  |         |                  |                  |           |              |                  |                  |  |
|  | Catar               | 21               |           |           |                  |                  |  |         |                  |                  |           |              |                  |                  |  |
|  | Catar               | 21               |           |           |                  |                  |  |         |                  |                  |           | Francia      | 33               |                  |  |
|  |                     |                  |           |           |                  |                  |  |         |                  |                  |           | Francia      | 33               |                  |  |
|  |                     |                  | Noruega   | 26        |                  |                  |  |         |                  |                  |           |              |                  |                  |  |
|  | Brasil              | 27               | Noruega   | 26        |                  |                  |  |         |                  |                  |           |              |                  |                  |  |
|  | Brasil              | 27               |           |           |                  |                  |  |         |                  |                  |           |              |                  |                  |  |
|  | España              | 28               |           |           |                  |                  |  |         |                  |                  |           |              |                  |                  |  |
|  | España              | 28               |           | España    | 29               |                  |  |         |                  |                  |           |              |                  |                  |  |
|  |                     |                  |           | España    | 29               |                  |  |         |                  |                  |           |              |                  |                  |  |
|  |                     |                  | Croacia   | 30        |                  |                  |  |         |                  |                  |           |              |                  |                  |  |
|  | Croacia             | 21               | Croacia   | 30        |                  |                  |  |         |                  |                  |           |              |                  |                  |  |
|  | Croacia             | 21               |           |           |                  |                  |  |         |                  |                  |           |              |                  |                  |  |
|  | Egipto              | 19               |           |           |                  |                  |  |         |                  |                  |           |              |                  |                  |  |
|  | Egipto              | 19               |           |           |                  |                  |  | Croacia | 25               |                  |           |              |                  |                  |  |
|  |                     |                  |           |           |                  |                  |  | Croacia | 25               |                  |           |              |                  |                  |  |
|  |                     |                  | Noruega   | 28        |                  |                  |  |         |                  |                  |           |              |                  |                  |  |
|  | Noruega             | 34               | Noruega   | 28        |                  |                  |  |         |                  |                  |           |              |                  |                  |  |
|  | Noruega             | 34               |           |           |                  |                  |  |         |                  |                  |           |              |                  |                  |  |
|  | Macedonia del Norte | 24               |           |           |                  |                  |  |         |                  |                  |           |              |                  |                  |  |
|  | Macedonia del Norte | 24               |           | Noruega   | 31               |                  |  |         |                  |                  |           | Tercer lugar | Tercer lugar     |                  |  |
|  |                     |                  |           | Noruega   | 31               |                  |  |         |                  |                  |           | Tercer lugar | Tercer lugar     |                  |  |
|  |                     |                  | Hungría   | 28        |                  |                  |  |         |                  |                  |           |              |                  |                  |  |
|  | Hungría             | 27               | Hungría   | 28        |                  |                  |  |         |                  |                  | Eslovenia | 31           |                  |                  |  |
|  | Hungría             | 27               |           |           |                  |                  |  |         |                  |                  | Eslovenia | 31           |                  |                  |  |
|  | Dinamarca           | 25               |           |           |                  |                  |  |         |                  |                  |           |              | Croacia          | 30               |  |
|  | Dinamarca           | 25               |           |           |                  |                  |  |         |                  |                  |           |              | Croacia          | 30               |  |
|  |                     |                  |           |           |                  |                  |  |         |                  |                  |           |              |                  |                  |  |

### Octavos de final
| Fecha | Hora  | Partido¹    | Partido¹ | Partido¹            | Resultado |
| ----- | ----- | ----------- | -------- | ------------------- | --------- |
| 21.01 | 16:00 | Noruega     | -        | Macedonia del Norte | 34-24     |
| 21.01 | 18:00 | Francia     | -        | Islandia            | 31-25     |
| 21.01 | 20:45 | Rusia       | -        | Eslovenia           | 26-32     |
| 21.01 | 20:45 | Brasil      | -        | España              | 27-28     |
| 22.01 | 16:00 | Hungría     | -        | Dinamarca           | 27-25     |
| 22.01 | 16:00 | Bielorrusia | -        | Suecia              | 22-41     |
| 22.01 | 18:00 | Alemania    | -        | Catar               | 20-21     |
| 22.01 | 20:45 | Croacia     | -        | Egipto              | 21-19     |

- (¹) – El primer partido de cada día en Albertville, el segundo en Lille, el tercero en París y el último en Montpellier.

### Cuartos de final
| Fecha | Hora  | Partido¹  | Partido¹ | Partido¹ | Resultado |
| ----- | ----- | --------- | -------- | -------- | --------- |
| 24.01 | 17:00 | Noruega   | -        | Hungría  | 31-28     |
| 24.01 | 19:00 | Francia   | -        | Suecia   | 33-30     |
| 24.01 | 20:45 | Eslovenia | -        | Catar    | 32-30     |
| 24.01 | 20:45 | España    | -        | Croacia  | 29-30     |

- (¹) – El primer partido de en Albertville, el segundo en Lille, el tercero en París y el último en Montpellier.

### Semifinales
| Fecha | Hora  | Partido¹ | Partido¹ | Partido¹  | Resultado        |
| ----- | ----- | -------- | -------- | --------- | ---------------- |
| 26.01 | 21:00 | Francia  | -        | Eslovenia | 31-25            |
| 27.01 | 20:45 | Croacia  | -        | Noruega   | 25-28 TE (22-22) |

- (¹) – En París.

### Tercer lugar
| Fecha | Hora  | Partido¹ | Partido¹ | Partido¹  | Resultado |
| ----- | ----- | -------- | -------- | --------- | --------- |
| 28.01 | 20:45 | Croacia  | -        | Eslovenia | 30-31     |

### Final
| Fecha | Hora  | Partido¹ | Partido¹ | Partido¹ | Resultado |
| ----- | ----- | -------- | -------- | -------- | --------- |
| 29.01 | 17:30 | Noruega  | -        | Francia  | 26-33     |

- (¹) – En París.

## Medallero
| Francia | Noruega | Eslovenia |
| Luc Abalo William Accambray Adrien Dipanda Ludovic Fabregas Vincent Gérard Michaël Guigou Luka Karabatić (R) Nikola Karabatić Kentin Mahé Dika Mem Daniel Narcisse Timothey N'Guessan Olivier Nyokas Thierry Omeyer Valentin Porte Nedim Remili Cédric Sorhaindo | Torbjørn Bergerud Kristian Bjørnsen Espen Christensen Ole Erevik (R) Magnus Gullerud Espen Lie Hansen Joakim Hykkerud Gøran Johannessen Magnus Jøndal André Lindboe Bjarte Myrhol Christian O'Sullivan Petter Øverby Magnus Rød Sander Sagosen Eivind Tangen Kent Tønnessen | Marko Bezjak Blaž Blagotinšek Darko Cingesar Jure Dolenec Matej Gaber Jan Grebenc Nik Henigman Blaž Janc Urh Kastelic (R) Vid Kavtičnik Tilen Kodrin Urban Lesjak Borut Mačkovšek Gašper Marguč David Miklavčič (R) Vid Poteko Matevž Skok Miha Zarabec |
| Didier Dinart (seleccionador) | Christian Berge (seleccionador) | Veselin Vujović (seleccionador) |

## Estadísticas

### Clasificación general
| 1. Francia              |
| 2. Noruega              |
| 3. Eslovenia            |
| 4. Croacia              |
| 5. España               |
| 6. Suecia               |
| 7. Hungría              |
| 8. Catar                |
| 9. Alemania             |
| 10. Dinamarca           |
| 11. Bielorrusia         |
| 12. Rusia               |
| 13. Egipto              |
| 14. Islandia            |
| 15. Macedonia del Norte |
| 16. Brasil              |
| 17. Polonia             |
| 18. Argentina           |
| 19. Túnez               |
| 20. Arabia Saudita      |
| 21. Chile               |
| 22. Japón               |
| 23. Baréin              |
| 24. Angola              |

Fuente: 

### Máximos goleadores
| N.º | Nombre             | Selección           | Goles | Tiros | %    | Partidos jugados |
| --- | ------------------ | ------------------- | ----- | ----- | ---- | ---------------- |
| 1   | Kiril Lazarov      | Macedonia del Norte | 50    | 81    | 62 % | 6                |
| 2   | Sérgio Lopes       | Angola              | 47    | 88    | 53 % | 7                |
| 3   | Amine Bannur       | Túnez               | 45    | 84    | 54 % | 7                |
| 4   | Kristian Bjørnsen  | Noruega             | 45    | 59    | 76 % | 9                |
| 5   | Niclas Ekberg      | Suecia              | 43    | 60    | 72 % | 7                |
| 6   | Bjarte Myrhol      | Noruega             | 42    | 53    | 79 % | 9                |
| 7   | Sander Sagosen     | Noruega             | 41    | 79    | 52 % | 9                |
| 8   | Luka Cindrić       | Croacia             | 39    | 65    | 60 % | 9                |
| 8   | Federico Fernández | Argentina           | 39    | 58    | 67 % | 7                |
| 10  | Gábor Császár      | Hungría             | 38    | 55    | 69 % | 7                |
| 10  | Gašper Marguč      | Eslovenia           | 38    | 48    | 79 % | 9                |
| 10  | Jerry Tollbring    | Suecia              | 38    | 46    | 83 % | 9                |

Fuente:  (enlace roto disponible en Internet Archive; véase el historial, la primera versión y la última).

### Mejores porteros
| N.º | Nombre             | Equipo    | Paradas | Tiros | %    | Partidos jugados |
| --- | ------------------ | --------- | ------- | ----- | ---- | ---------------- |
| 1   | Espen Christensen  | Noruega   | 32      | 73    | 44 % | 9                |
| 2   | Andreas Wolff      | Alemania  | 60      | 141   | 43 % | 6                |
| 3   | Vincent Gérard     | Francia   | 62      | 155   | 40 % | 9                |
| 3   | Niklas Landin      | Dinamarca | 66      | 167   | 40 % | 6                |
| 3   | Andreas Palicka    | Suecia    | 51      | 127   | 40 % | 7                |
| 6   | Mikael Appelgren   | Suecia    | 55      | 141   | 39 % | 7                |
| 7   | Rodrigo Corrales   | España    | 43      | 121   | 36 % | 7                |
| 7   | Silvio Heinevetter | Alemania  | 25      | 69    | 36 % | 6                |
| 7   | Maik dos Santos    | Brasil    | 46      | 129   | 36 % | 6                |
| 10  | Makrem Missaoui    | Túnez     | 73      | 210   | 35 % | 7                |

Fuente:  (enlace roto disponible en Internet Archive; véase el historial, la primera versión y la última).

### Equipo ideal
- Mejor jugador del campeonato —MVP—: Nikola Karabatić ( Francia).

| Posición          | Nombre            | País    |
| ----------------- | ----------------- | ------- |
| Portero           | Vincent Gérard    | Francia |
| Extremo derecho   | Kristian Bjørnsen | Noruega |
| Extremo izquierdo | Jerry Tollbring   | Suecia  |
| Pivote            | Bjarte Myrhol     | Noruega |
| Central           | Domagoj Duvnjak   | Croacia |
| Lateral derecho   | Nedim Remili      | Francia |
| Lateral izquierdo | Sander Sagosen    | Noruega |

Fuente: 